# 소년, 소녀를 만나다
"소년, 소녀를 만나다"는 2016년 제작한 대한민국의 영화이다.

## 캐스팅
주연
- 엄지성 : 우영 역 (큰 우영 : 이재균)
- 박사랑 : 하진 역 (큰 하진 : 김보라)

조연
- 박희진 : 우영 엄마 역
- 고규필 : 우영 아빠 역
- 강태영 : 담당관 역
- 김재록 : 하진 아빠 역
- 노강민 : 봉구 역
- 조하라 : 우진 역

단역
- 황율리 : 하진부 새딸 역
- 심목민 : 기자 1 역
- 강시훈 : 기자 2 역
- 안준호 : 기자 3 역
- 이대희 : 출입국 안내원 1 역
- 최민지 : 출입국 안내원 2 역
- 김민정 : 출입국 안내원 3 역
- 김범수 : 운동장 아이 1 역
- 최원경 : 운동장 아이 2 역
- 김도윤 : 운동장 아이 3 역
- 김건영 : 운동장 아이 4 역
- 오성원 : 화목한가족 부 역
- 홍선아 : 화목한가족 모 역
- 강에은 : 화목한가족 녀 역
- 김문수 : 행인 1 역
- 윤진 : 행인 2 역
- 김진희 : 지하철 승객 1 역
- 정일태 : 지하철 행인 2 역
- 윤혜진 : 청진역 안내원 역
- 노치형 : 청진역 행인 1 역
- 김용찬 : 청진역 행인 2 역
- 조민정 : 뉴스 아나운서 역
- 권대희 : 축구 해설위원 역
- 정재이 : 북한 교류학생 1 역
- 홍다빈 : 북한 교류학생 2 역
- 홍인영 : 북한 교류학생 3 역
- 손유진 : 북한 교류학생 4 역
- 이민국 : 북한 교류학생 5 역
- 강동혁 : 북한 교류학생 6 역
- 한기윤 : 북한 교류학생 7 역
- 박채윤 : 북한 교류학생 8 역
- 대박이 : 대박이 역